# Damian Warchoł
Damian Warchoł (Łódź, 1995. július 19. –) lengyel labdarúgó, posztját tekintve középpályás.

## Pályafutása
Warchoł a lengyelországi Łódź városában született. Az ifjúsági pályafutását a Widok Skierniewice csapatában kezdte, majd a GKS Bełchatów akadémiájánál folytatta.
2013-ban mutatkozott be a Widzew Łódź tartalék, majd 2014-ben a másodosztályban szereplő felnőtt keretében. 2015-ben a Raków Częstochowa szerződtette. A 2016–17-es szezonban az Olimpia Grudziądz, míg a 2017–18-as szezon első felében a Kluczbork csapatát erősítette kölcsönben. 2018 és 2021 között a KKS Kalisz, az Unia Skierniewice, a Pelikan Łowicz és a Legia Warszawa II klubjainál szerepelt. 2021. július 14-én szerződést kötött az első osztályban szereplő Wisła Płock együttesével. Először a 2021. július 24-ei, Legia Warszawa ellen 1–0-ra elvesztett mérkőzés 72. percében, Patryk Tuszyński cseréjeként lépett pályára. Első góljait 2021. augusztus 14-én, a Piast Gliwice ellen idegenben 4–3-as vereséggel zárult találkozón szerezte meg.

## Statisztikák
2023. május 13. szerint
| Klub        | Szezon   | Osztály     | Bajnokság | Bajnokság | Kupa és Ligakupa | Kupa és Ligakupa | Nemzetközi | Nemzetközi | Összesen | Összesen |
| Klub        | Szezon   | Osztály     | Meccs     | Gól       | Meccs            | Gól              | Meccs      | Gól        | Meccs    | Gól      |
| ----------- | -------- | ----------- | --------- | --------- | ---------------- | ---------------- | ---------- | ---------- | -------- | -------- |
| Wisła Płock | 2021–22  | Ekstraklasa | 18        | 6         | 1                | 1                | —          | —          | 19       | 7        |
| Wisła Płock | 2022–23  | Ekstraklasa | 20        | 3         | 1                | 0                | —          | —          | 21       | 3        |
| Wisła Płock | Összesen | Összesen    | 38        | 9         | 2                | 1                | 0          | 0          | 40       | 10       |
| Összesen    | Összesen | Összesen    | 38        | 9         | 2                | 1                | 0          | 0          | 40       | 10       |

## Sikerei, díjai
Legia Warszawa
- Ekstraklasa
  - Bajnok (1): 2019–20